# 시미즈 아야카
시미즈 아야카(일본어: 清水彩香, 1987년 12월 19일 ~ )는 일본의 성우이다.

## 출연 작품

### TV 애니메이션
2009년
- 속삭임(야마사키 아케미, 아케미야 마사키)